# 987 Wallia
Wallia (asteroide 987) é um asteroide da cintura principal com um diâmetro de 43,67 quilómetros, a 2,4275014 UA. Possui uma excentricidade de 0,2293095 e um período orbital de 2 041,79 dias (5,59 anos).
Wallia tem uma velocidade orbital média de 16,78235926 km/s e uma inclinação de 8,88256º.
Esse asteroide foi descoberto em 23 de Outubro de 1922 por Karl Reinmuth.